# Witali Schkljarow

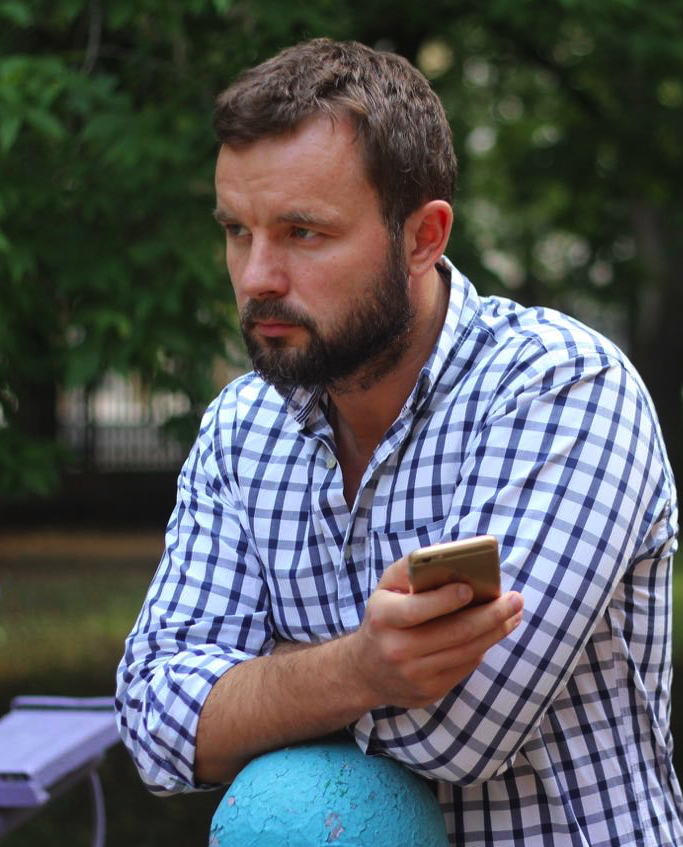
Witali Schkljarow, 2016

Witali Walentinowitsch Schkljarow (russisch Виталий Валентинович Шкляров, belarussisch Віталь Шкляраў/Wital Schkljarau; geb. 11. Juni 1976 in Homel, Weißrussische SSR, Sowjetunion) ist ein belarussischer und amerikanischer Politikwissenschaftler und Wahlkampfleiter.

## Biografie

### Deutschland
2002 schloss Witali Schkljarow an der Universität Vechta ein Studium der Sozialwissenschaften und der Politikwissenschaft ab. 2013 promovierte er bei Hermann von Laer mit der Arbeit „Die Bedeutung mentaler und kultureller Differenzen bei der Erwägung Russlands als Firmenstandort durch deutsche Unternehmer“ zum Dr. phil. Während seines Studiums in Deutschland begann er seine Karriere als politischer Berater und wurde einer der Wahlhelfer von Angela Merkel.

### USA
Im Jahr 2008 zog Schkljarow in die USA, wo er als Volontär für Barack Obamas Präsidentschaftskampagne arbeitete. 2012 wurde er Wahlhelfer im US-Bundesstaat Wisconsin für Tammy Baldwin, die den Wahlkampf gewann und im US-Senat die erste Frau sowie die erste offen homosexuelle Senatorin wurde. Im selben Jahr mobilisierte Schkljarow auch in der Stadt Milwaukee die Kampagne für Obama, welche von der American Association of Political Consultants (AAPC) mit zwei Preisen ausgezeichnet wurde. 2014 arbeitete er für die Kampagne zur Wahl Ro Khannas in den US-Kongress, die erfolglos ausging. 2016 trat er dem Stab des US-Präsidentschaftskandidaten Senator Bernie Sanders bei, der in der Vorwahl der Demokratischen Partei schließlich Hillary Clinton unterlag.

### Russland und Georgien

Schkljarow als Referent bei einer Wahlkampagne in Moskau, 2017

Im Mai 2016 wurde Schkljarow eingeladen, für den Wahlkampf des russischen oppositionellen Politikers Dmitri Gudkow zu arbeiten, der jedoch bei der Parlamentswahl im September 2016 nur den zweiten Platz hinter Gennadi Onischtschenko erreichte.
Im Jahr 2017 arbeitete Schkljarow für die Zentrale der Vereinigten Demokraten unter der Leitung von Maxim Katz, die für über 1000 oppositionelle Kandidaten, die meisten davon aus der Partei Jabloko, Wahlkampagnen in Moskauer Stadtbezirken durchführte. Im späteren Verlauf des Jahres leitete er die Online-Wahlkampagne von Xenija Sobtschak für die Präsidentschaftswahl in Russland 2018. 2018 unterstützte er die Kampagne von Grigol Waschadse für die Präsidentschaftswahl in Georgien 2018, der in der Stichwahl hinter Salome Surabischwili Zweiter wurde.
Im Jahr 2019 arbeitete er für die Kampagne von Darja Besedina für die Kommunalwahlen zum Moskauer Stadtparlament. Besedina erhielt 37,60 % der Stimmen und wurde in die Moskauer Stadtduma gewählt.

### Verhaftung in Belarus
In einem Interview vom 1. Juni 2020 mit der belarussischen Version von Radio Free Europe prognostizierte Schkljarow eine Niederlage des Präsidenten Lukaschenko bei der anstehenden Präsidentschaftswahl und schilderte die laufenden Proteste. Am 29. Juli wurde er in Gomel verhaftet, als er seine Mutter besuchte. Ihm wurde die Organisation von Aktionen zur Störung der öffentlichen Ordnung vorgeworfen. Unter Bezugnahme auf anonyme Vertreter des belarussischen Geheimdienstes wurde behauptet, er habe die Verantwortlichen des Blogs von Sergei Tichanowski beraten, der nach Beginn des Wahlkampfes für die Präsidentschaftswahl in Belarus 2020 festgenommen worden war. Schkljarows Anwalt beschrieb die Folterpraxis im Untersuchungsgefängnis SISO Nr. 1 in Minsk und verglich sie mit dem Gulag. Die Europäische Journalisten-Föderation forderte die belarussischen Behörden auf, den Verhafteten freizulassen, und russische Menschenrechtsaktivisten wie die Bürgerunterstützung und die Moskauer Helsinki-Gruppe baten in einem Brief an die UN-Hochkommissarin für Menschenrechte Michelle Bachelet und die EU-Menschenrechtskommissarin Dunja Mijatović um eine Intervention zugunsten des Inhaftierten. Am 14. Oktober 2020 wurde die Untersuchungshaft in Hausarrest umgewandelt, und am 19. Oktober erfolgte die Freilassung. Am 28. Oktober gab US-Außenminister Mike Pompeo bekannt, dass Schkljarow in die USA zurückgekehrt sei. Schkljarow, der daraufhin in den USA ärztlich untersucht wurde, besitzt einen amerikanischen Diplomatenpass, seine Frau und sein Sohn sind US-Staatsbürger.